# Hyaloperonospora
Hyaloperonospora ist eine Gattung von Eipilzen. Es handelt sich um obligate Pflanzenpathogene, die ursprünglich für Angehörige der Gattung Peronospora gehalten wurden. Die Arten dieser Gattung rufen mit „Falscher Mehltau“ (englisch downy mildew) bezeichnete Krankheiten hervor, die viele bedeutende Kulturpflanzen befallen. Von den insgesamt 19 Gattungen, die diese Krankheiten auslösen, wurden Hyaloperonospora und Perofascia in die Gruppe der Kohl-befallenden Falschen Mehltaue eingeordnet. In der Gesamtgruppe der Falschen Mehltaue ist Hyaloperonospora die artenreichste Gattung. Die bekannteste Art ist Hyaloperonospora parasitica (auch als Hyaloperonospora arabidopsis bekannt). Diese Art wurde aufgrund ihrer Fähigkeit, die Modellpflanze Arabidopsis thaliana zu infizieren, gleichfalls zum Modellorganismus. Sie wird in Untersuchungen zur Pflanze-Pathogen-Interaktion eingesetzt und ist gegenwärtig die einzige vollständig sequenzierte Hyaloperonospora-Art.

## Geschichte
Hyaloperonospora wurde 2002 von Göker et al. beschrieben, die mit Hilfe molekulargenetisch-phylogenetischer Techniken ausreichend große Unterschiede zu Peronospora-Arten ausmachten, um sie als eigenständige Gattung anzusehen. Beide Gattungen waren die ersten Erreger von Falschem Mehltau, deren molekulare Phylogenie beschrieben wurde.

## Beschreibung
Hyaloperonospora unterscheidet sich von Perofascia durch die baumartigen Sporangiophoren; außerdem sind ihre Haustorien lappig bis kugelförmig, und die Wände ihrer Oosporen sind vergleichsweise dünn.
Der Lebenszyklus unterscheidet sich nicht von dem von Peronospora. Er beginnt mit Sporangien, kleinen Sporen-artigen Strukturen. Bei Übertragung auf Blattflächen stülpen sich „Keim“-Röhren aus. Die Keim-Röhren dringen in die Blattzellen ein und bilden ein Haustorium, welches dem „Pilz“ die Aufnahme von Nährstoffen ermöglicht. Der Mehltau wächst weiter und entsendet Hyphen in die Zell-Zwischenräume. Dies tötet einige der Blattzellen, worauf am Blatt Läsionen ausgebildet werden, gefolgt von Nekrosen. Unter geeigneten Bedingungen pflanzt sich der Mehltau asexuell fort und bildet außerhalb des Blattes baumartige Sporangiophoren. Die Sporangiophoren erzeugen Konidien, die mit dem Wind auf andere Pflanzen übertragen werden können. Unter ungünstigen Bedingungen erfolgt eine sexuelle Reproduktion, indem durch Meiose haploide Antheridien und haploide Oogonien hervorgebracht werden. Diese Strukturen sind die einzigen nicht-diploiden Stadien des Entwicklungszyklus von Hyaloperonospora. Die Antheridien verschmelzen mit den Oogonien und lösen eine Plasmogamie aus, der eine Karyogamie zur Bildung diploider Oosporen folgt. Die Oosporen werden dann durch den Wind verbreitet und infizieren so weitere Pflanzen.

## Ökologie und Lebensraum
Hyaloperonospora-Arten können auf Pflanzen 20 verschiedener Tribus der Kreuzblütler (Brassicaceae) gefunden werden. Generell sind sie überall dort vertreten, wo auch ihre Wirtspflanzen leben, deren Samen durch Handel durch den Menschen verbreitet werden. Hyaloperonospora parasitica hat im Gegensatz zu anderen Arten ein sehr breites Wirtsspektrum und infiziert eine Reihe von Kulturpflanzen. Ein anderer bedeutender Vertreter ist Hyaloperonospora brassicae, die viele Kohl-Arten (Brassica spec.) befällt.

## Bedeutung
Hyaloperonospora arabidopsis infiziert die Modellpflanze Arabidopsis thaliana und wurde durch diese Assoziation zum Modell-Pathogen für das Studium der Pflanze-Pathogen-Interaktionen. Dieses Studium der Interaktionen sollte Aufschlüsse darüber geben, wie Kulturpflanzen effektiver vor tödlichen eukaryotischen Pathogenen zu schützen sind. Das Pathogen wird auch im Arabidopsis-eFP-Browser als einer von neun Stressfaktoren benutzt.

## Genom und Genetik
Das Genom von Hyaloperonospora arabidopsis wurde 2008 erstmals mithilfe der Sequenzierung nach Sanger mit einem Illumina-Gerät sequenziert und zusammengesetzt. Es wurde eine Genomgröße von 78 Mb mit einer 9,5fachen Abdeckung des nuklearen Genoms ermittelt; das mitochondriale Genom wurde nicht berücksichtigt. Dabei fand man 42 % repetitiver Elemente. Insgesamt wurden 14.543 Protein-codierende Gene mit Hilfe eines Programms zur Aufdeckung von Genmodellen vorhergesagt.
Zwei weitere Isolate von Hyaloperonospora arabidopsis wurden 2015  mit Hilfe eines Illumina-HiSeq-Geräts bei 90facher Abdeckung sequenziert; auf diese Weise wurde eine Genomgröße von 70 bzw. 74 Mb ermittelt.

## Systematik

### Arten (Auswahl)
Folgende Arten sind beschrieben:
- Hyaloperonospora arabidis-alpinae (Gäum.) Göker, Riethm., Voglmayr, Weiss & Oberw.
- Hyaloperonospora arabidopsidis (Gäum.) Göker, Voglmayr, Riethm., Weiss & Oberw.
- Hyaloperonospora barbareae (Gäum.) Göker, Riethm., Voglmayr, Weiss & Oberw.
- Hyaloperonospora berteroae (Gäum.) Göker, Riethm., Voglmayr, Weiss & Oberw.
- Hyaloperonospora brassicae (Gäum.) Göker, Voglmayr, Riethm., Weiss & Oberw.
- Hyaloperonospora camelinae (Gäum.) Göker, Voglmayr, Riethm., Weiss & Oberw.
- Hyaloperonospora cardamines-enneaphyllos Voglmayr
- Hyaloperonospora cardamines-laciniatae (Gäum.) Voglmayr
- Hyaloperonospora cardaminopsidis (Gäum.) Göker, Riethm., Voglmayr, Weiss & Oberw.
- Hyaloperonospora cheiranthi (Gäum.) Göker, Riethm., Voglmayr, Weiss & Oberw.
- Hyaloperonospora cochleariae (Gäum.) Göker, Riethm., Voglmayr, Weiss & Oberw.
- Hyaloperonospora dentariae (Rabenh.) Voglmayr
- Hyaloperonospora dentariae-macrophyllae (Gäum.) Voglmayr, Y.J.Choi & H.D.Shin
- Hyaloperonospora drabae (Gäum.) Y.J.Choi, H.D.Shin & Voglmayr
- Hyaloperonospora erophilae (Gäum.) Göker, Voglmayr, Riethm., Weiss & Oberw.
- Hyaloperonospora floerkeae (Kellerm.) Constant.
- Hyaloperonospora galligena (Gäum.) Göker, Riethm., Voglmayr, Weiss & Oberw.
- Hyaloperonospora hesperidis (Gäum.) Göker, Riethm., Voglmayr, Weiss & Oberw.
- Hyaloperonospora isatidis (Gäum.) Göker, Riethm., Voglmayr, Weiss & Oberw.
- Hyaloperonospora lepidii-perfoliati (Savul. & Rayss) Constant.
- Hyaloperonospora lobulariae (Ubrizsy & Vörös) Göker, Voglmayr & Oberw.
- Hyaloperonospora lunariae (Gäum.) Constant.
- Hyaloperonospora malyi (Lindtner) Voglmayr
- Hyaloperonospora nasturtii-aquatici (Gäum.) Voglmayr
- Hyaloperonospora nesliae (Gäum.) Göker, Riethm., Voglmayr, Weiss & Oberw.
- Hyaloperonospora niessliana (Berl.) Constant.
- Hyaloperonospora norvegica (Gäum.) Y.J.Choi, H.D.Shin & Voglmayr
- Hyaloperonospora parasitica (Pers.) Constant.
- Hyaloperonospora praecox Voglmayr & Göker
- Hyaloperonospora rorippae-islandicae (Gäum.) Göker, Voglmayr & Oberw.
- Hyaloperonospora sisymbrii-loeselii (Gäum.) Göker, Riethm., Voglmayr, Weiss & Oberw.
- Hyaloperonospora sisymbrii-sophiae (Gäum.) Göker, Voglmayr & Oberw.
- Hyaloperonospora teesdaliae (Gäum.) Göker, Riethm., Voglmayr, Weiss & Oberw.
- Hyaloperonospora thlaspeos-arvensis (Gäum.) Göker, Riethm., Voglmayr, Weiss & Oberw.
- Hyaloperonospora thlaspeos-perfoliati (Gäum.) Göker, Voglmayr, Riethm., Weiss & Oberw.
- Hyaloperonospora tribulina (Pass.) Constant.